# Павле Нинков
Павле Нинков (Београд, 20. април 1985) је српски фудбалер. Игра на позицији десног бека.

## Каријера
Нинков је у раној фази каријере играо за београдске клубове Железничар, Раднички и Рад, док је својим играма у дресу Чукаричког у јесењој сезони 2007/08. привукао пажњу многих клубова У јануару 2008. стиже у Црвену звезду заједно са саиграчем из Чукаричког Марком Блажићем. Од јануара 2008. до јула 2011. био је фудбалер Црвене звезде, у чијем је дресу стигао и до капитенске траке. У сезонама 2009/10. и 2010/11. изабран је у тим идеалних 11 играча домаћег првенства. Након Црвене звезде шест сезона је носио дрес француске Тулузе (2011–17). Након истека уговора са француским клубом, шест месеци је био без ангажмана, да би у јануару 2018. прихватио понуду ФК Земун, са којим је договорио сарадњу до краја сезоне. У фебруару 2020. потписује за француског шестолигаша Сент Оран.
За сениорску репрезентацију Србије је наступио на девет утакмица. Дебитовао је 6. фебруара 2008. године на пријатељском сусрету против Македоније (1:1) у Скопљу, а последњи пут је дрес Србије облачио 31. маја 2012. у пријатељском сусрету против Француске (0:2) у Ремсу. Са репрезентацијом Србије је учествовао на Летњим олимпијским играма 2008. у Пекингу.

## Трофеји

### Црвена звезда
- Куп Србије (1) : 2009/10.